# ゴッドサイダー
『ゴッドサイダー』 (GOD SIDER) は、巻来功士による日本の漫画作品。『週刊少年ジャンプ』（集英社）にて1987年24号から1988年51号まで連載された。外伝的作品として『鬼哭忍伝霊牙』（きこくにんでん れいが、『オースーパージャンプ』〈集英社〉連載）、パラレルワールド的作品として『ゴッドサイダーセカンド』（『週刊コミックバンチ』〈新潮社〉連載）がある。
『月刊ヤングチャンピオン烈』（秋田書店）2010年11号から2013年10号まで『ゴッドサイダーサーガ 神魔三国志』が連載された。

## シリーズ概要
作品によって多少の差異はあるが、「自分が神と悪魔の血を引くことを知った主人公が、そのどちらでもない出生に苦悩しながら、襲い来る脅威と戦う」という内容は、ほぼ全作に共通して描かれる。巻来の各作品に共通するエログロ描写は本シリーズにもふんだんに盛り込まれており、人体や魔物の損壊時におけるスプラッタ描写は、特に多い。
なお、『ゴッドサイダーサーガ 神魔三国志』については上記の要素に加え、巻来の過去作品からのスター・システム的要素も盛り込まれている。

## あらすじ
ゴッドサイダー
太古の昔、堕天使ルシファーこと魔王サタンは黙示録戦争において神々に敗れ、地中深くに封じ込められた。そして現代、サタンは全宇宙を征服すべく、デビルサイダー（悪魔の側の人間）を使役して決起する。一方、神と悪魔の間に生まれた少年・鬼哭霊気はデビルサイダーを滅ぼすため、ゴッドサイダー（神の側の人間）と共に立ち上がった。
鬼哭忍伝霊牙

ゴッドサイダーセカンド

ゴッドサイダーサーガ 神魔三国志

## 登場人物

### 鬼哭一族
太古から、神と悪魔の間に生まれた、神と悪魔の血を持つ一族。また、災いを呼ぶと恐れられる一族。
鬼哭霊気（きこく れいき）
主人公。鬼哭一族の生き残りで「サタンの息子」と呼ばれる。
高野山密教鬼哭寺にて行仁和尚によってひそかに育てられる、その強大な力ゆえに行仁によって記憶と人格を封印され「レイキ」という少年として過ごしていたが、鬼哭寺に侵攻してきたデビルサイダー、ドゥーインの瘴気を浴びて封印が解け、神と悪魔の間の子として目覚める。
神と悪魔、双方の血を持つ為、瘴気の力と光の力を両方扱うことができる。覚醒当初は圧倒的なデビルサイダーとしての力に、行仁をして「第二のサタンをめざめさせたのかもしれない」との危惧を与えた。
覚醒した後はサタンの血を引く己の存在に悩みながらも、「人間の為」に戦う事を選び、サタン復活を目論むデビルサイダーと死闘を繰り広げる。
正義感が強く優しい性格だが、当初はサタンの血を引いていることで仲間のゴッドサイダーからも化け物扱いされていた。しかし、霊気本人の人格と終始人間のために戦うその姿に多くの仲間が引きつけられていき、ゴッドサイダーのリーダーとして人間を守るための戦いに身を投じていく。
サタンの他に十天闘神・毘盧遮那（本作では大日如来と同一とされている太陽神バイローチャナ）の血も受け継いでいる。
守護神は、毘盧遮那を含む天界最高の実力者五智如来。
初期はまだ自己が不安定で、ウッド・ワードとの戦いではゴッドサイダー霊気とデビルサイダー霊気に分裂して争うが、流璃子の身を挺した説得もあり、お互いを消化し合ってより強い一個人として確立する。その後、裏切りの罪でベルゼバブに囚われた流璃子を助け出して仲間に迎え入れ、恋人同士となり、その愛の絆は深い。
終盤で強敵サルガタナスとの戦いで一度は死亡するが、行仁が魔法陣を使って悪魔召喚儀式を行い、冥界をさまよう悪魔の側の魂を現世に呼び寄せることにより、復活する。神の側の魂と悪魔の側の魂が融合していたので、復活の際にそれらを超越した超魔神となる。復活した霊気は魔王子としてサタンの元へ行くが、それはサタンを説得するためであり、そして神と悪魔の争乱のもとを作った真の敵「超高次元の魔神」へ、サタンやミカエルを導くことになる。最終決戦で傷ついた霊気は、サタンと融合して霊気の人格を残しながらも天使長ルシファーとして復活を遂げ、超高次元の魔神から人類を救う。
戦闘スタイルは当初はデビルサイダーの瘴気を使った戦い方をしていたが、フォラスとの戦いで光の力に目覚めてからはゴッドサイダーとして、光の力も使うようになる。
必殺技は神魔血破弾（様々なバリエーションあり）、粒子光散斬、生浄光源壁、怨霊散弾、怨霊魔鬼雨など。また、流璃子と力を合わせて行使する、鬼哭聖壁光という合体技もある。
戦いに応じて最適な技を随時編み出していくフレキシブルさが特徴で、光の力・瘴気の力ともに自在に使いこなせる。

鬼哭流璃子（きこく るりこ） / ブロケル
ヒロイン。霊気と同じく鬼哭一族の生き残りで霊気の恋人。
当初は人間に恨みを抱いていて、デビルサイダー・水魔ブロケルとして悪魔将軍フォラス・ハルパスとともに日本に現れ、同族である霊気を仲間に入れようとする。
実は霊気が3歳の頃まで森で一緒に育った幼なじみであり、2歳年上と言う事もあり、幼い霊気に「ルリ姉ちゃん」として慕われていた。
説得を拒否した霊気をハルパスと共に殺そうとするが、幼い頃の思い出の森を焼き払ったハルパスを見殺しにし、行仁の介入もあり霊気を見逃した事で、ベルゼバブの不興を買い、裏切り者としてハルパス一族によって拷問を受ける。
拷問の中で発した心波（パルス）を霊気が感じ取り、次第に霊気と心を通わせていく。助け出されてからは、ゴッドサイダーとして行動を共にし、さらに霊気との愛を深めていく。
鬼哭一族の中でも、冥界と交信することができる巫女の血を引き、死者をこの世に呼び戻す「冥界逆葬送」を使える。また巫女としての力が極度の興奮状態になると、宙を飛び交う心波（パルス）を受信することもある。
感受性が高く、常に霊気のことを感じることができ、霊気のピンチには半死の身ながらも体力が半分になる幽体離脱を敢行したり、寿命が縮まる冥界逆葬送で助けにいくなど霊気のためなら己の命もかえりみない献身的な女性。サタンとパズスの壮絶な戦いに恐怖する阿太羅に対し、進んで戦おうとするなど、優しさの中に芯の強さも垣間見られる。
戦闘時には羽衣状の布をまとった極めて露出度の高い服装になる。
守護神は「願」を司る十天闘神弥勒菩薩。弥勒菩薩は、帝釈天・焔魔天・化楽天とともに天界の神々の直属の四天王の一人（天界戦争の際には、魔王 = 堕天使ルシファーをも追い払った力を持つと言われる）。世界の終末に復活し、すべての生けとし生ける者を救うほどその力は強大であるとされている。
得意技に、冥界逆葬送、弥勒冥界光、鬼哭敷圧膨殺。合体技として、霊気とで行使する鬼哭聖壁光。

鬼哭陀華桜（きこく たける）
鬼哭一族の若衆頭。「施」を司る十天闘神・吉祥（きっしょう）天（守護神名は『ゴッドサイダーセカンド』で判明）の戦士。天界に乗り込んだサタンや霊気の前に現れ、魔王の側に寝返った（かに見えた）霊気やアスタロトと戦うが、物語自体が終了直前だったのであまり目立った活躍はなかった。
得意技は鬼哭呪法 真空熊爪斬、神魔血破弾
鬼哭密桜（きこく みつる）
「定」を司る十天闘神・珊羯羅（さんから）天（守護神名は『ゴッドサイダーセカンド』で判明）の戦士。陀華桜とともにアスタロトや霊気と戦う。こちらも目立った活躍はなかった。
得意技は鬼哭呪法 真空熊爪斬、神魔血破弾

#### 戦国時代の鬼哭一族
鬼哭霊牙（きこく れいが）
『鬼哭忍伝霊牙』の主人公。母・胡蝶が死の間際に生み落とした一粒種。
生まれてすぐより父・霊馬に背負われて戦場をともに駆け、兵法の達人としての間合いを体得する。霊馬の死後、霊馬の弟・霊次と伊賀のくのいち・楓に引き取られて甲斐の国の小さな山里で育てられる。秀吉の命を受けた甲賀の判内彦四郎一味によって、育ての親・霊次と楓、そして楓に宿っていたまだ見ぬ兄弟を殺された霊牙は、父霊馬から受け継がれた2本の刀を手に、鬼哭兵法三十六計と鬼哭剣技を駆使して怨敵豊臣秀吉を倒す旅に出る。
鬼哭霊馬（きこく れいま）
霊牙の父。モデルは『子連れ狼』の拝一刀。伊賀忍者・頭領百地丹波の娘胡蝶との間に霊牙をもうける。
幼少の頃から鬼哭の頭領に才能を見出され、最年少にして頭領候補としての英才教育を施される。責任感・優しさ・人を惹き付ける魅力などを備え人望も厚く、また剣技においても鬼哭死方斬などの必殺技を持つ凄腕の持ち主。愛する妻・胡蝶の仇である魔王信長と刺し違え、伊賀のくのいち・楓に幼い霊牙を託して崩れゆく本能寺の中で死亡。
鬼哭霊次（きこく れいじ）
霊馬の弟。霊馬死後、妻の楓とともに霊馬に代わって霊牙を育てる。鬼哭微塵剣の使い手。
秀吉の家臣である幻井十右衛門によって四国の谷底で瀕死のところを救われ、センダンの実によって殺人鬼として操られ、兄霊馬とも対決した。信長の死後、正気を取り戻して霊牙を育てる。

#### セカンドの鬼哭一族
鬼哭霊輝（きこく れいき）
『ゴッドサイダーセカンド』第1 - 2部の主人公。神と悪魔の血をあわせ持つ、鬼哭一族の末裔。セカンドにおける「智」を司る十天闘神・毘盧遮那（バイローチャナ = 大日如来）の戦士。第2部終盤で死亡。
鬼哭霊麒（きこく れいき）
『ゴッドサイダーセカンド』第3部の主人公。霊輝と智子の間に生まれた子供。育ての親はベルゼバブだが、ある事件をきっかけにゴッドサイダーに目覚め、十天闘神・毘盧遮那を受け継ぐ。モチーフは麒麟。
鬼哭智子（きこく ともこ）
霊輝の幼馴染であり、妻であり、そして霊麒の実の母。セカンドにおける「願」を司る十天闘神・弥勒菩薩の戦士。デビルサイダーに捕まり悪魔皇帝（後にゴッドサイダーに変化する）ベリアルとも関係あり。

### 神の側の人間 -ゴッドサイダー-
阿太羅（あたら）
「戒」を司る十天闘神・帝釈天を守護神とするゴッドサイダー。
得尊、法粛の仲間たちとヒマラヤ山脈のインド仏教総本山ラマ寺院で修行していたが、デビルサイダーの暗躍をキャッチし、日本に調査に向かう。
性格は一本気で頑固であり、神々の尊厳を守るためなら仲間の死も厭わない冷徹さを持っていたが、霊気の中にある光を見た事と、人間のために戦う霊気の姿勢を見て共感し、霊気と同じく人間の為に戦っていくことになる。
やや頭が固い面があり、当初は霊気を「化け物」と警戒したり、マリガンに関しても人殺しの軍隊と言う事で嫌悪感を抱いていたが、どちらともやがて厚い友情で結ばれていく。
戦闘スタイルは聖剣を用いた斬撃主体の戦法を得意とする。必殺技は阿修羅のように多くの腕を生やし剣で攻撃する千手斬舞。
守護神の帝釈天は弥勒菩薩・焔魔天・化楽天とともに天界の神々の直属の四天王の一人。天界戦争の際には、魔王（サタン） = 堕天使ルシファーをも追い払った力を持つと言われる。その血を受け継いでいる事と幼い頃から黙示録戦争において正義を貫くため厳しい修行に耐えてきたせいで、かなりの実力を持ち、作中でベルゼバブの分身や魔界の副王の一人ガールを倒している。
またゴッドサイダーでは珍しく飛行能力もある。
幼い頃からの修業により、焼けた鉄を飲みこんでも平気な鋼鉄の胃袋を持ち、鋼鉄の聖剣を持った無数の腕を生やすことができるようになった。ベルゼバブとの戦いの中で、両目をくりぬかれ一時失明するがパズスとの戦いの中で視力が戻った。

法粛（ほうしゅく）
阿太羅の仲間で、「方便」を司る十天闘神・迷底羅（めてら）天を守護神とするゴッドサイダー。
当初はヨーロッパのデビルサイダーとの戦いに赴いていたが、ベルゼバブと戦う霊気たちを助けるために「賢者の石」を携えて参戦。巨大化したパラケルススを賢者の石の力で一瞬で葬り去る。
ベルゼバブ配下ユダとの戦いで片腕を失うが、パズス戦以後は右腕の義手を武器にする。元々は坊主頭だったがロンドンのスラムへの潜入捜査の為にパンクファッションにした姿を気に入り、その後もずっとその姿にするなど少々軽めの性格、常に人を食った様な態度が多い。
サルガタナスの部下に顔を傷つけられて「てめえら…よくもオレの二枚目の顔を…！」と言うなど、少々ナルシストの傾向もある。また人類ごとサタンを滅ぼそうとするなど、当初は神々の尊厳を守る為なら犠牲を厭わない面もあった。
戦闘スタイルは初期は「賢者の石」を使い、個人の戦闘能力を使う場面は無かったが、パズス編移行は様々なギミックが搭載された右腕の義手を武器にして戦う。
小量ながら全ての魔を滅する「メギドの火」を使う事も出来、アメリカのデビルサイダーを相手に戦った。
得意技は滅義怒降魔輪（めぎどこうまりん）など。解説では『迷底羅天は、芸術の神・人の創造力をまもる神である。この人間界をつくった創造者の一人ともいわれ、その力は未知数である。』とされた。

クラッシュ・マリガン
「力」を司る十天闘神・伐虎羅（ばこら）天を守護神とするゴッドサイダー。
元はアメフト選手でNYソルティードッグスのクォーターバックとして「重戦車マリガン」の異名を持つスタープレーヤーだったが、ゴッドサイダーとしての使命に目覚めチームを引退、DIA（米国防省）の破壊工作部隊隊長としてデビルサイダーと戦う。
ベルゼバブとの戦いに向かう霊気、阿太羅と合流し、参戦。怨醜鬼（ヘビークライガイスト）との戦いで半死の状態に追い込まれるが、霊気の機転で復活を遂げる。復活を遂げて早々ジェミニーと出会い、彼女を救うために命を落としてしまう。しかし、命を賭した流璃子の冥界逆葬送で霊気とともに復活。後にジェミニーと結婚してパズス戦のあとに息子のトミーをもうけた。
登場時には軍人らしく目的のために手段を選ばないところを見せ、阿太羅と対立するような場面もあったが、基本的には気がよく豪快なナイスガイである。「サノバビッチ」（クソ野郎）が口癖でよく葉巻を咥えている。
強烈なショルダータックルである、ジーザス・クラッシュ・ショルダーや、肩から神の光を照射するジーザス・フラッシュを必殺技とする他、その体格を生かしたパワー戦法や分身である精神幻影（サイコキネシスストレンジャー）も使える。
富士のルキフグス戦で日本を救う為、副王の多くを道連れに壮絶な最期を遂げるが、彼の伐虎羅天の力はトミーに受け継がれた。

ジェミニー・マリガン
元はデビルサイダー・パラケルススによって造られた無精女闘士（ホムンクルス・アマゾネス）の一人で、その中でも一際強靭な体格をしており、「女人間発電所」と自称する程のパワーも併せ持つ。アフロヘアの黒人系の容姿をしており、巨乳。
「親」であるパラケルススの命によりマリガンと戦うが、その中で女性としての愛情とゴッドサイダーとしての力に目覚め、パラケルススを裏切る。命を捨てて自分を守ったマリガンを蘇らせる為、霊気たちの仲間となって共に瑠璃子救出に向かう。その後は蘇ったマリガンとアメリカで幸せに暮らすが、パズス教団の暗躍により、再びゴッドサイダーとして戦いに挑む。
守護神は「進」を司る十天闘神・頞沙羅（あさら）天。戦闘スタイルは強靭な筋肉と巨体を生かしたパワー戦法を得意とし、素手でも悪魔を叩き潰す程の腕力を持つ。得意技はパンチやキック（ウィンディ・レクイエム、ウィンディ・ローリング・ソバット）、またパズス編ではリリスがパズスの再生装置であると自ら突き止めた。
ちなみに「人間発電所」とは実在のプロレスラー、ブルーノ・サンマルチノの異名である。

トミー・マリガン
マリガン夫婦の息子。
純真で正義漢の強い少年であり、一人称は「オイラ」。
父親であるクラッシュと同じくジーザス・フラッシュを使うことができる、顔や髪型は母親のジェミニー似である。
子供ながらゴッドサイダーとしての実力は本物であり、父親譲りのジーザス・フラッシュで一度に百体の悪魔たちを消滅させた事もある。アメリカ・ネイティブアメリカンの居住区を訪ね、五大元素短剣のひとつ「トロイア」を手に入れ、父の死後「力」を司る十天闘神・伐虎羅天の能力を受け継ぐ。

大日輪行仁（だいにちりん ぎょうじん） / ミカエル
鬼哭寺住職で日本仏教会の重鎮。霊気の育ての親でもあり、霊気の記憶を封印していた。
小柄な老人でいつも柔和な笑みを浮かべている。「ホッホ」が口癖。
霊気たちゴッドサイダーの指導的立場にあたり、神と魔の膨大な知識で霊気たちをサポートする。相当な実力の持ち主で後光でベルゼバブを消滅させたり、魔界の副王を軽くあしらうなどその実力は未知数。その正体は大天使ミカエルであり、霊気たちゴッドサイダーを陰ながら見守っていた。サタンに対して同情する発言をしたり、デビルサイダーを罠にかけるために女装したり、霊気を復活させるために悪魔召喚儀式を実行したりと、厳格なミカエルのイメージとは異なる柔軟な人物として描かれている。
阿太羅同様、空が飛べる数少ないキャラ。

得尊（とくそん）
阿太羅（帝釈天）・法粛（迷底羅天）と同じくヒマラヤ山脈のインド仏教総本山ラマ寺院で修行したゴッドサイダー。守護神は不明。初登場時にはラマ寺院から光となって飛び立つなど阿太羅・法粛と同等の力がある描写がなされていた。
デビルサイダーの暗躍に伴い、アメリカに調査に赴くもベルゼバブの「死の接吻」によって体内に蛆虫を植えつけられ、蛆虫が全て蝿に羽化するとき死ぬという瀕死の状態でフォラスに日本へ連れていかれ、阿太羅の動きを封じるための人質とされる。このとき、阿太羅から「手練れ」と言われており、実力者であったことがうかがえる。霊気によって命を救われるものの、蛆虫が腹を食い破り始めたことで死期を悟り、霊気を助ける為にフォラスの内的宇宙に侵入。フォラスを守るブラックプロテクターを命を捨てて潰し、霊気の危機を救うも、フォラスによって首を刎ねられ死亡する。また、霊気の中に宿る光に誰よりも先に気付いていた。必殺技は額からの「忿怒六角針」。

ベリアル
悪魔の貴公子。自分の体の中から隕石を出し攻撃することができる。

厘利盈
剣を使った技を得意とする。

飯島沙麗央
正体は、ソロモン72柱の1人サレオル。

#### 十天闘神
毘盧遮那、帝釈天、弥勒菩薩、吉祥天以外の六柱は恐らく十二神将を元に一部、八部衆あるいは二十八部衆を混ぜ合わせて巻来が創作した神。
| 十天闘神              | 司る力 | ゴッドサイダー                          | ゴッドサイダーセカンド[注1] |
| --------------------- | ------ | --------------------------------------- | --------------------------- |
| 毘盧遮那 （大日如来） | 智     | 鬼哭霊気                                | 鬼哭霊輝 → 鬼哭霊麒         |
| 帝釈天                | 戒     | 阿太羅                                  | 厘利盈                      |
| 弥勒菩薩              | 願     | 鬼哭流璃子                              | 鬼哭智子                    |
| 両杜羅天              | 忍     | 鶚                                      | 飯島沙麗央 （サレオル）     |
| 伐虎羅天              | 力     | クラッシュ・マリガン → トミー・マリガン | 大楠有光                    |
| 頞折羅天              | 進     | ジェミニー・マリガン                    | ヴァルキューレ              |
| 迷底羅天              | 方便   | 法粛                                    | ロクサーヌ                  |
| 珊羯羅天[注2]         | 定     | 鬼哭密桜                                | オーディン                  |
| 吉祥天[注2]           | 施     | 鬼哭陀華桜                              | 竜子（ヴィーナスII世）      |
| 緊迦羅天[注2]         | 慧     | アスタロト                              | ベリアル                    |

- 注1a 『ゴッドサイダー』連載時には十天闘神全ての守護神名が明かされなかったため、『ゴッドサイダーセカンド』で判明したものを便宜上宛てておく。そのため、セカンドの十天闘神も併記。
- 注2a b c  『ゴッドサイダーセカンド』で判明したものを採用。

### 悪魔側の人間 -デビルサイダー-

#### 魔王とその幹部たち
魔王サタン / ルシファー
元は天界で天使長ルシファーと呼ばれる天使だったが、何者かの謀略により天界を追放され魔王となった堕天使。
1億年前に黙示録戦争を起こすが大天使ミカエルら天界の軍勢に敗れて地中深く封印され、地の底に眠っていたが神への復讐の為、配下のデビルサイダーたちを目覚めさせ、自らの復活のために活動させる。
デビルサイダー及び悪魔の最高権力者であり絶対的な存在。身長数十メートルに及ぶ巨人で、その瘴気は立っているだけで周囲の建物を溶かす程強力である。
自らを追放したミカエルや神に対する憎しみは深く、再び黙示録戦争を起こし、神に対して復讐しようとしている。
一度はゴッドサイダーに復活を阻止されるが、パズスとの戦いの混乱に乗じて地上に復活をとげる。
復活した後はデビルサイダーに地上を支配させて圧制を敷くが、サタン自身は人間にあまり興味がないらしく、実際の統治はルキフグスやアスタロトなど配下に任せきりだった。
終盤では魔王子として覚醒した霊気（実際は演技）を迎え入れ、リリスらを連れて天界を襲撃、仇敵の大天使ミカエルと死闘を繰り広げるも、途中で真の敵である超高次元の魔神が正体を現したため戦いを中断。魔神との戦いで傷ついた霊気との融合を果たし、天使長ルシファーとして復活する。
霊気に対しては自らの息子として愛情に似た感情を持っているらしく、自分のもとに来るように何度も誘っている。サルガタナスの挑戦的な態度も「幕僚としての意見」として笑って流したり、何度も敵対した霊気をあっさり息子として迎え入れるなど、身内に対してかなり寛容な面が見られる。

リリス / 大影神蘇聴（だいけいじんすちょう）
初登場時は大影神蘇聴（だいけいじんすちょう）として登場。
サタンの妻でアストロト、サルガタナスの姉。
元はサタンと同じく天界の住人だったが、弟サルガタナスがミカエルの逆鱗に触れた為追放される。
サタン復活のためにパズスの力を借りようとしたが、逆にパズスに洗脳され、彼の復活のためにパズス教団の教祖蘇聴として利用されてしまう。
山犬の姿に変えられたパズスを喰って体内で育て、やがてその口から赤ん坊の姿のパズスを産み落とした。
その役割はパズスの細胞増幅装置であり、パズスの肉体が一片でも残っていれば、彼女の体内に入ることで復活を可能とする。また、体内にいるときのパズスは彼女を思うがままに操ることもできる。戦うときは下半身が蛇の姿に変わる。パズスが滅びた後は救出され、サタンの妻に戻った。夫であるサタンの事を深く愛しており、また霊気の「天罰」から身を持ってアスタロトをかばうなど、堕天使であっても心の中に光は失っていない。サタンの妻に戻った時は非常に露出度の高いコスチュームを着ていた。
最終決戦ではサタンと同化した霊気と融合する。

アスタロト
リリスの弟にあたる魔界の公爵。魔界の最高裁長官とよばれるほどの権力を持ち、蝿の帝王ベルゼバブと対等かそれ以上の瘴気の力を身につけている。また死者の魂を昇天させることもできる。
当初はパズス打倒とリリス救出のため、教団の幹部「大影神烏慶（だいけいじんうけい）」としてパズスに仕えていたが、パズスの弱点が細胞増幅装置と化した姉・リリスであったため、手を出せずにいた。サタン復活、パズス殲滅後はデビルサイダーの大幹部の座に戻る。また鬼哭陀華桜・密桜と戦い鎧を失った際ゴッドサイダーとしての鎧を装着するなど、天界の住人としての属性も失っていない様子。この時ゴッドサイダーの鎧を装着したことからミカエルに洗脳され、ゴッドサイダーに転向する。
元は「慧」を司る十天闘神・緊迦羅（きんから）天（守護神名は『ゴッドサイダーセカンド』で判明）の血を引くゴッドサイダー（作中での名乗りは無いが、最終話で「オレたち十天闘神を忘れてもらっちゃこまるぜ!!」と十天闘神が集合したシーンに加わっていた）。五大元素短剣「覇王」の正当な所有者でもある。
ラスネールが聞いた噂によると、パズスとサタンの共倒れを狙っていたらしいが真相は不明。
得意技は相手の頭上でサイコロを回し、目に書かれた「消」「潰」「裂」などの字の通りに殺す骰卦文呪殺（さいけもんじゅさつ）や神裂波（ゴッドバースター）。このほかラスネールを欺いたほどの幻術も使う。パズス編より敵の幹部として暗躍し存在感は大きかったが、同格の相手とまともに戦うシーンがほとんど描かれなかったという不遇な一面も持つ。本来天界から落ちる必要はないのに自らの意思でサルガタナスの堕天に同行するなど、姉・リリスや弟・サルガタナスとの血縁の結びつきによる結束は強い。

サルガタナス
アスタロトの弟。常に黒い鳩を伴って現れるため黒バト公爵と呼ばれる。血と心を持たずに生まれたため十天闘神から血を授かるが、それだけでは血が足りず悪魔の化けた偽神の血を得てようやく長らえる。悪魔の血が混ざったことから呪われた血を持つ邪悪な存在となり、天界で暴虐を働いたことからミカエルの怒りに触れて堕天した。彼の追放がアスタロトやリリスが天界を追われる原因ともなったと言われる。
普段は鎧と仮面で覆われている左半身は彼の守護星である「永劫回帰惑星」の空間に通じていて、十天闘神の力による攻撃は全てそこに吸収され、数倍となって返される。そのため十天闘神を守護神に持つゴッドサイダーには天敵とも言える存在で、法粛との戦いでは彼を桁違いの強さで圧倒し、その後の霊気との初戦でも「神魔血破弾」を返して致命傷を与え勝利した。しかし、超魔神として復活した霊気との再戦で逆に攻撃を跳ね返され、右腕、右脚を失う重傷を負わされる。敵わないと見て超高次元の魔神に助けを求めたが、敗北により「実験動物としての役目は終わった」と見限られて魔神の手で空間に吸い込まれて消えた。
サタンやリリス、アスタロトとは違い、最後まで完全な敵キャラだったが、単行本最終巻のおまけページではアスタロトと共に出演し、読者へメッセージを送った。

ラスネール
サタンの血を引くデビルサイダー。粉々になっても復元するという不死身の体を持つ。得意技はテレポーテーションで、敵の死角に移動しての攻撃や撤退などに利用する。また、筋肉組織を怪物化して攻撃させる筋肉獣牙殺（マッスルビーストエンド）という技も持つ。
復活を目前にしたパズスを倒すためにサタンに派遣され、フードの男として大影神烏慶に扮していたアスタロトに挑むもあしらわれる。しかしアスタロトの正体を見抜いて去る。その後、部下の魔王親衛隊三魔尉とともにパズス教団の幹部信者に化けて教団に潜入。霊気とは一時的に手を組み烏慶と戦うも部下を全て倒される。霊気が倒すのを躊躇った赤ん坊の姿のパズスを爪技で攻撃し刺し貫くも至近距離からのペルセポリス碑文を受け大ダメージを負い、あとを霊気に任せて戦線を離脱する。
サタン復活後はラスネール遊撃隊の隊長としてゴッドサイダーの残党狩りなどを担当。霊気とは五大元素剣「命」を守護する富士の八頭竜（エイトネックドラゴン）のもとで戦い、相手の肉体と同化して樹木に変えてしまう植物「マンドラゴラ」を植えつけて苦しめたが、霊気が救った八頭竜の首の一つの助けによりマンドラゴラが死滅し形勢が逆転、神魔電雷血破弾を受けて全身を粉砕される。それでも復元しようとしたが、再生中にマンドラゴラを植え付けられたことに気付かず、再生速度を最高速にしていたのが仇となり樹木と化した。
敵である霊気に対しても「霊気さん」と呼ぶなど、普段の態度や物腰は非常に紳士的だが、追い詰められたり非難されたりすると悪魔らしい本性を見せる。
容姿のモデルは「スター・トレック」シリーズの「スポック」。復元能力は、妖獣都市のMr.影から。

ルキフグス
魔界の副王。サタンに似た巨大な姿をし、サタン復活後は人間界の支配を任せられ、各国首脳を引見するなどした。以下9人のデビルサイダーが一つになっている。富士山の地下に爆弾を仕掛けて日本列島ごと霊気たちを爆破しようと企み、彼らとの死闘を展開。副王という立場にありながら特攻隊のような扱いを受けていた点が謎である。合体時には人骨を固めたブーメランを投げる、ホワイトハウスの模型を握りつぶし本物のホワイトハウスをも破壊するといった魔力を見せたが、大技は見せていない。部下の料理人の台詞では大食漢であると語られた。
頭部（ブレイン）・シャルタ
ルキフグス軍団のリーダーと見られ、真の副王を自称する。伸縮自在の頭髪「禁断髪」が武器で、相手に巻きつけ締め上げて攻撃する。一度はマリガンに首を引きちぎられて死んだかに見えたが、ガールの右手を得て復活。爆弾を止めようとする霊気の前に現れて妨害し、自爆の道連れにしようとする。最後は霊気に糞虫と見下され、神魔血破砲弾で頭部を粉砕され爆弾とともに消滅した。
右腕（ライトーム）・ガール
無数の剣が付いた右腕を武器とする。ルキフグス軍団の一番手として魔界のリゾート地で阿太羅と戦い、魔滅十字剣に敗れるが、同時に阿太羅の腹を切裂き大ダメージを与えた。右腕は残り復活したシャルタに合体した。
左腕（レフトーム）・ケルスート
左腕のトマホークを武器とする(実際は両腕から繰り出せる)。兜の角も武器とする。ユーハームに「霊気を追いかけて殺せ」と促され、「バラバラにしてやるぜー」と気勢を上げつつ霊気の飛びこんだ穴に飛びこもうとしていたが、二人まとめてマリガンに捕まり、最後の技「ジーザス・グレイテスト・フラッシュ」を浴びて消滅。
右肋骨（ライトード）・カリューモス
人間的な容姿を持つ女性の副王。戦闘時には上半身の筋肉が隆起する。両腕の刃を武器とする「デビルズクイーンショット」が必殺技。マリガンの技「タッチダウン・デストロイヤー」で頭部を潰されて死亡。
左肋骨（レフトード）・ミュルトン
電気ウナギの数百倍の電力を持つ「呪雷魚」になっている頭髪が武器の女性の副王。マリガンの返り血を浴びたのが災いして、「ジーザス・グレイテスト・フラッシュ」を浴びて消滅。
胃腸（ストマックス）・アリアドーネ
巨体。体内に食人胃、回魔凶虫を飼っている。ロイゴス、ゴネリッポと合体した肉塊のような姿でマリガン親子と戦う。マリガンの「ジーザスショルダークラッシュ」でバラバラにされて葬られるが、残された体内の回魔凶虫によってマリガンを最終的に死に追いやった。
右足（ライフット）・ゴネリッポ
やや小柄な体型。ロイゴス、アリアドーネと合体して戦う。彼自身の技は不明。マリガン親子の誰を食べるかの選択で出遅れて仕方なくマリガンを選び、マリガンは「肉が固そうだ」と評した。
左足（レフット）・ロイゴス
アリアドーネと対峙するマリガンを背後から蹴り殺そうとしてジェミニーに顎を蹴り飛ばされる。マリガン親子の誰を食べるかの選択では迷わずジェミニーを選んだ。ゴネリッポ同様、アリアドーネと合体して戦った。
心臓（ハーバード）・ユーハーム
中性的な容姿を持つ副王。無数のトゲがついた長く伸びる舌を武器とし、「死相の浮いている顔は美味、完全な死人の顔はもっと美味」という独特の味覚を語る。瀕死のマリガンの胸を舌で貫くが、それによりマリガンの返り血を浴びたことが災いして「ジーザス・グレイテスト・フラッシュ」を受けて消滅した。

ベルゼバブ
サタン復活のため、アメリカの巨大魔法陣を守っていたデビルサイダーで、サタンに次ぐといわれる実力者。蝿の帝王（フライ・マスター）という名のとおり蝿を使い、相手の体内に送り込んでの攻撃や諜報活動を行う（本編では得尊や阿太羅、水魔ブロケルがその被害者に）。両性具有で自分の肌を見られると激怒する。通常は女性言葉を話しているが、感情の高ぶりによって男性言葉で話すこともある。サタンに対し忠実ではあるが、サタンの息子たる霊気の反発や、同じく娘である水魔ブロケル（流璃子）の裏切り行為には容赦なく処断し、断固たる姿勢で敵対した。
悪魔将軍フォラスを最も信頼していると同時に最も愛しているらしく、彼の死には涙を流して悼んだ。そのため、結果的にフォラスが霊気に倒される原因を作るとともに、霊気と心通わせつつあった流璃子（ハルパス見殺しの罪で罰を受け囚われていた）に怒りの矛先を向け激しく拷問して以降、霊気との戦いにはことあるごとに囚われの流璃子を引き合いに出し、駆け引きの対象として霊気に精神的圧迫をかけた。霊気、阿太羅・法粛、マリガンたちと魔法陣の上や流璃子が囚われた地下牢前などで戦い、果ては冥界の入り口にまで及ぶ激戦を繰り広げるが、最後にはケルベロスの顎に噛み砕かれ、すでに強大な脅威となっていたパズス教団のことを示唆しながら冥界に消えた。しかし、完全に消滅したわけではなく本作での記憶を一部保ったまま、パラレルワールドの『セカンド』にも登場する。
本来の姿は巨大な蝿の怪物だが、実はそれも影で、体内にある液状の身体が本体である（もともとの身体は数百年前に腐り果て、ただの腐汁となった）ため、基本的に剣などの物理攻撃では致命傷を与えることはできない。
得意技に神殺剣（ジーザス・デスソード）や曲魔天殺（デーモニッシュヘッド・ショット）、強酸溶唾（フライ・シット）・溶酸竜唾（ドラゴン・シット）など。また、愚者の石板を利用した攻撃や、相手に蝿を植え付ける（蝿の種類は選択可能）「死の接吻」などのおぞましい技もある。
第一次世界大戦の頃、ヨーロッパで行仁と戦い封じ込められたらしい。
基本的に黒コートや全身を覆いつくした鎧などの衣装が多い。

#### フォラスとその配下のデビルサイダー
フォラス
悪魔軍の将軍の一人。上司のベルゼバブや部下からは厚く信頼されている。アメリカでは逆十字を信奉する悪魔神父としてサタンの勢力を扶植しており、当局に嗅ぎつけられ包囲されるも、悪魔の姿となってこれを返り討ちにした。その後ハルパス、水魔ブロケル（流璃子）を従え日本に侵攻。三島幸兵衛・防衛庁長官を操り毒ガス（拡散BC兵器）攻撃をさせ、東京に500万人以上の死者を出し一時的に壊滅させた。
ゴーストタウンと化した東京に巨大魔法陣を出現させ、配下の無数のデビルサイダーや、それらを合成して生まれた躯妄虫を操って霊気たちを苦しめたが、最後には光の力に覚醒した霊気の「神魔血破弾」に敗れた。ベルゼバブにとって彼は「最も愛した人」であったといい、彼の死には涙を流して悼み、激しい怒りを見せた。
技には瘴気操鞭、聖逆十時壁（セント・クロス・シールド）、躯妄虫の心臓を利用したブラックプロテクター（黒い鎧）、瘴気亜空弾など、初期の強敵として多数の技を持つ。
阿太羅を封じるために瀕死の得尊を利用したり、霊気を封じるために血の池地獄に落ちかけた阿太羅やハルパスに食い殺されたレンコン・タツ坊の幻影を利用して攻撃するなど徹底しており、性格は非情。
第一話の冒頭および死亡時のみ、昆虫のような複眼を持つ悪魔の正体を現していたが、ほとんどの場面では白衣の悪魔神父の姿をとっていた。
水魔ブロケル
#鬼哭流璃子を参照。

ハルパス
骸骨とハゲタカを合わせたような姿をしたデビルサイダーで、炎による攻撃を得意とすることから「炎魔獣」と呼ばれる。焼死した生物の瘴気を吸収することで5つの頭部を持った姿にパワーアップし、炎を吐き出しながら回転して灼熱の車輪と化す「炎魔溶断火車」が得意技。また、無数の火炎鳥を産み出して周囲を焼き尽くす。
霊気を味方に引き入れるための使者として水魔ブロケル（流璃子）とともにサタンに遣わされるが、霊気の友達である子供を食い殺したことが発覚し、激怒した霊気と戦闘になる。
霊気を苦しめるため、彼が生まれ育った山に火を放って動物たちを焼死させたが、その動物たちの瘴気を逆利用した霊気の「怨霊魔鬼雨」によって滅ぼされた。
人間態の姿はスキンヘッドの男性で、後頭部に羽毛が見えている。性格はおちゃらけ気味で、敵に対しても味方に対してもちゃらけているが、霊気の生まれ育った山に火をかけるなど、デビルサイダーらしく相手の心情を踏みにじることに容赦は無い。単行本の解説では「キザでみえっぱり。自己認識を誤っているところがある変なハゲ」と散々な言われ方をしている。
合成繊維は不味くて嫌いらしい。自称グルメ。
ハルパスの家族
作中では妻1人と息子4人が登場。家族間では心波（パルス）で交信することが可能であり、このため水魔ブロケル（流璃子）の裏切り行為が発覚し、彼らの手で水魔ブロケル（流璃子）に制裁が加えられた。
ガブル
大きな口を持ち、胃袋に手足が付いただけと形容されるほど食欲旺盛である。知能はかなり低そうな様子。
フォラスに命じられて瀕死の得尊を食い殺そうとしたが、霊気に餓鬼（グール）の頭部を投げつけられて死亡する。
ハインツ、ゲルト、バックラー
医学博士としてナチス・ドイツに潜伏し、人体実験を繰り返していたデビルサイダー。3人とも大戦中に爆撃を受けて死んだとされていたが生きており、爆風のせいで顔の一部がただれている。
フォラスの部下として霊気・阿太羅を襲い、人体実験の犠牲者らの怨念を利用した「毒血縛り」や、指先をメスやドリルなどの医療器具に変えて洗脳細菌を植えつける「妖酷手術」などの攻撃を繰り出すが、霊気によって頭を潰され一蹴される。

#### ベルゼバブ配下のデビルサイダー
ウトック
元は墓場に生えた木で、何千年もの間、瘴気を吸い続けたことによってデビルサイダーとなった。体内に棲みつく地獄虫・腐下郎（くさりげろう）を操り、人間やデビルサイダーの死体に潜り込ませて操ることから「死魔使い（デスマスター）」と呼ばれる。
ベルゼバブの命でデビルサイダーの死体を操って霊気たちを襲い、さらには無数の腐下郎を霊気たちの頭に潜り込ませようとしたが、神魔木破弾によって逆に腐下郎に自分の脳を喰われ、倒された。彼の話では知能の高い脳ほど美味だそうだが、本人の脳は手下が吐き出すほどまずかった。
ウッド・ワード（幻影）
悪魔画廊の一角「影喰らい」という絵の世界に住むデビルサイダーで、蛾のような姿をしている。「呪縛鱗粉（じゅばくりんぷん）」で動きを封じた相手から影を剥ぎ取り、スパゲティなどに調理して食べる。影を剥がれた者は、身体に穴が開き生きても死んでもいない状態になる。霊気を絵の世界に引きずり込み、影を剥いで穴開き状態にしたが、その影が姿を変えた「悪魔の側の霊気」によって引き裂かれた。直後に何百何千もの兄弟が現れ、霊気達を取り囲むも、本体は別にありそれらは全て分身であることを霊気に見抜かれたことで消え去った。
ウッド・ワード（本体）
絵の空間そのものを身体とする巨大なデビルサイダー。自身の体内に霊気を引きずり込み、上記のデビルサイダーの姿を含めた幻影を霊気に見せていたが、霊気を助けるためにエクトプラズムとなって侵入してきた流璃子に反応したことから正体を見破られ、真の姿を現す。
正体を見せてからも、異物を排除する白血球や強力な酸の胃液で霊気をなおも苦しめたが、血流に乗って脳髄に達した霊気に脳を斬られ、自身の胃酸で溶かされて死亡した。
装人蜘蛛（ホモ・スパイディー）
悪魔画廊の一角に住む。三つ目の巨大なクモの姿をしていて、腹部には悪魔の顔の模様が浮かぶ。過去に阿太羅が犯した罪（幼馴染のリーガを助けるために無害の女郎グモの群れを踏み殺す）の意識を利用し、原因となった幼馴染リーガの顔を使って怯んだところで正体を現し、長く伸びる口で阿太羅の首を挟んで攻撃、瀕死の状態まで追い込んだ。
その後、阿太羅の首を挟み切って止めを刺そうとしたが、ウッド・ワードの胃液流に乗ってやってきた霊気の剣を顔に突き刺され、そのまま胃液に溶かされて死亡。
怨醜鬼（ヘビークライガイスト）
悪魔画廊の一角に住む、骸骨で組まれた巨人のような姿のデビルサイダー。マリガンにベトナム戦場の記憶を見せ、怯んだところを捕獲し、巨大な棘付き槌で叩き潰す。ウッド・ワードの胃液に溶かされて死亡。
パラケルスス
悪魔病院の悪魔医師。通常は人間の医師のような姿で、デビルサイダーの治療、合成を生業としている模様。人間の精子を蒸留して得られた精製物と人間の血液から培養した無精女闘士（ホムンクルス・アマゾネス）を作り出す。悪魔警察隊の隊員に変装した霊気の機転によって騙され、瀕死の阿太羅とマリガンを細胞再生力があるフルオロカーボン液で蘇らせてしまう。ゴッドサイダーとして目覚めた無精女闘士・ジェミニーの返り討ちにより一度は死んだかと思われたが、悪魔の姿となって再び霊気を襲い、自分を裏切った無精女闘士達を一気に食い殺す。最後は加勢に駆けつけた法粛の賢者の石に吸い込まれ、メギドの火に浄化されて消滅。
ヒゲがドリルになって攻撃することができる。
ガリグレゴリィ
悪魔警察署長。全身をたえず変形させながら攻撃することで急所を見破られないようにする特技を持つ。部下のバタンガ、ハイドロス、ベヘモードを率いて霊気たちと戦うが、霊気の生浄光源壁に動きを止められ、首を斬られて敗北。霊気らを三分で肉塊にすると宣言し部下に葬送曲をセットさせたが、逆に三分で部下たちと一緒に全滅させられ日本人の余裕のなさを揶揄する台詞を残して死亡した。人間時代は多数のインディオを虐殺したスペイン軍指揮官として名前を知られていた。
バタンガ
悪魔警察本部長。手にした刃物で女性の体を切り刻むことを好む。必殺技のサイクロン・トマホークでジェミニーを切り刻もうとするも、彼女の胸を露出させるだけにとどまり、一撃で頭部を潰されて死亡。職位としては本部長は署長より上位であるはずであるが、署長の下位にいる理由は不明。
ハイドロス
悪魔警察捜査部長。腹部にある巨大な口で法粛を飲み込もうとするが、内部から「賢者の石」の炎を浴びて死亡。
ベヘモード
悪魔警察機動隊長。開いた頭から無数の刃が飛び出す「脳髄断首刀」で阿太羅を切り裂こうとしたが、阿太羅の千手斬舞によって寸断されて死亡。
ユダ
ベルゼバブが持つ「愚者の石版」に埋め込まれた十二使徒ユダの頭蓋骨が魔物化したもの。武器は4本の腕に握った剣で、「賢者の石」の中に隠れて法粛の片腕を切り落とした。首から下は実体がなく、いかなる攻撃も通用しないが、阿太羅に唯一の実体である頭蓋骨を砕かれて消滅した。

#### ラスネール配下のデビルサイダー
ガミジン
パズス抹殺のためにサタンから遣わされたラスネールが率いていた「魔王親衛隊三魔尉」の一人。体の筋肉を自在に操り、槍のような形に変えて敵を打ち倒す。当時パズスの幹部「大影神烏慶」を演じていたアスタロトと戦い、「骰卦文呪殺」で体を引き裂かれて死亡。
アニ・コール
半魚人のような姿をしていて、口から高圧の水流を吹き出す技を得意とする。自称「鉄砲魚のアニ・コール」。アスタロトの「骰卦文呪殺」で体が蒸発して死亡。
イチモン
前述の2人とともに登場。頭から突き出た根を相手に突き刺し、養分を吸収する。「骰卦文呪殺」で頭から潰されて死亡。
バハムート
正式名はロック・ヘラー・バハムート男爵。ラスネールの部下ではあるが、魔界の貴族の一人である。魔女狩りが流行した16世紀ドイツで10万人もの女性を殺したと言われる。岩石を操る能力があり、分身「ドラゴンスレイヤー」として相手を襲わせるなどの技を持つ。
五大元素剣「命」を手に入れるため富士にやってきた霊気と戦うが、パズスやベルゼバブの力を吸収してパワーアップを遂げた霊気の敵ではなく、繰り出す技はことごとく破られる。最後は正体である溶岩流の姿となって霊気を焼き尽くそうとするも、神魔血破弾の力で掘り当てられた地下水流を浴び、水蒸気爆発によって消滅した。

#### その他のデビルサイダー
ドゥーイン
陸上自衛隊一佐「魔道院烈火」として日本に潜伏していたデビルサイダー。サタンが堕天後に儲けた息子の一人である。配下の自衛隊員を操り、邪魔者となる行仁和尚のいる鬼哭寺を襲撃した。搭乗していた戦車ごと変身し、「瘴気砲弾」「瘴気榴弾砲」などの技を繰り出す。まだ覚醒していない霊気に瘴気砲弾を浴びせ、結果的に霊気覚醒のきっかけを作ってしまった。
封印を破り、本来の力と心を取り戻した霊気の「怨霊散弾」によって倒される。
ボトク
サタン支配後の関東総督として1万の悪魔を従えるデビルサイダー。無数のゴッドサイダーを葬ってきたことから「冥界送りのボトク」の異名をとる。普段は頭が大きい貧弱な体格だが、ゴッドサイダーとの戦いでは、巨大な頭部に収納されている消化器官が飛び出して相手に食いつき、その養分を吸って筋骨隆々の姿にパワーアップする。最大の技は消化器官を束ねて相手を打ち据える「破岩腸獣鞭（ボムズ・ビヨンド・バンド）」で、その威力は大地に亀裂を生じさせるほど。しかしベルゼバブやパズスとの戦いで成長した霊気には通用せず、指で空間を歪曲させる技「神魔真空指」によって敗れた。
バレギロ
「霧（フォッグス）のバレギロ」と呼ばれるデビルサイダーで、その名の通り自分の体を霧と化す能力を持つ。五大元素短剣を狙ってホビ族長老の一家を襲うが、トミー・マリガンのジーザスフラッシュを受けて消滅。
魔・マッスル・マードック
バレギロを倒し、油断しているトミーを襲ったデビルサイダー。人間の皮膚を防護服とすることでジーザスフラッシュにも耐えたが、トミーがまとう父マリガンのオーラによって首をへし折られる。それでも生きており、トミーが短剣「トロイア」を見つけたところを急襲して奪おうとしたが、聖剣トロイアの力で消滅する。
ネグルグ
人間の皮膚を集めて作った蓑をまとう。通称「首吊り蓑虫（ハンギング・インセクター）」。武器は触手で、人間の脳に突き刺して思考を奪ったりする。マードックらとともにトミーを襲うが、トミーがまとうオーラに切り裂かれて死亡。
ビフロンズ
ルキフグスの料理長をつとめるデビルサイダー。太った体にイノシシかブタのような顔をしていることから、霊気たちからブタ呼ばわりされて馬鹿にされる。特技は10分の1秒で3千回も斬りつける包丁さばきだが、霊気に通用するはずもなく逃げ出したところを八頭竜に襲われ、スープ鍋に転落して死亡。同族の部下と自称「最高の悪魔軍団」を率いている。
アガリプレイト、スペルケル、バウム
アスタロトがいる「ネオ・ホワイトハウス」を守護する三名の魔将軍。ネオ・ホワイトハウスの玄関前で霊気らを迎え撃つ。フォラス並の実力者だということだが、歴戦を経てパワーアップした霊気によってホワイトハウスの壁ごと粉砕されて死亡。アガリプレイトは首だけになった姿が描かれた。名乗りを上げたのみで戦うシーンはない。アスタロトの台詞によると彼らを始め二十人ほどの魔将軍がネオ・ホワイトハウスの各部屋を守るために配置についており、さらに正確な地位は不明ながら、アスタロト配下のデビルサイダーは半数が彼らと同格の実力者であることがデビルサイダーの口から語られた。代表的な存在として、「そこまじめにやれーっ!」と部下の訓練を監督していたデビルサイダーがいる。

#### 小悪魔・怪物
餓鬼（グール）
無数に出現する、食欲旺盛な小悪魔。知能も能力も低く弱いが、人間にはやはり脅威である。フォラスによって廃墟と化した東京や、サタン支配後のニューヨークで登場している。
躯妄虫（むくろもうちゅう）
フォラスが部下のデビルサイダーたちを合成して作った巨大虫。黒魔術大全では「口からあらゆる悪しき物や瘴気を食らい、肛門より半径3000キロの生物が死にたえるという毒ガスを出す」と説明されている。霊気の「降魔破弓（ごうまはきゅう）」に倒されるが、その心臓はフォラスの第二の心臓となって彼に力を与えた。
平安時代に出現したときはゴッドサイダー、俵藤太（たわらとうた）によって滅ぼされているということから、俵藤太が退治した大ムカデがモデルと思われる。
地獄虫・腐下郎（じごくむし・くさりげろう）
デビルサイダー・ウトックの体内に無数に棲みつく虫。人間の顔が付いた蜘蛛のような姿をしている。ウトックの脳波によって操られ、生物の体内に侵入すると脳に潜り込み、食い荒らして発狂死させる。また、死体の脳に潜り込ませることによって死体を操ることも可能となる。
知能指数が高い脳ほど味がよく好物だそうだが、ウトックの脳はまずかったらしく吐きだしていた。
飛魔蛇（フライング・スネーク）
アメリカの巨大魔法陣上空を無数に飛び回る吸血妖獣。翼の生えた蛇の姿をしていて、人間や動物の血を吸うと同時に卵を産みつけ、瞬時に孵化・急成長して皮膚を食い破って出てくる。
人間掃除機（メン・スイーパー）
サタン支配後のアメリカ・ニューヨークに出現した巨大な怪物。人間を見つけると巨大なファンのついた口に吸い込み、切り刻んで後ろから吐き出す。解体された肉片は餓鬼（グール）たちのエサとなる。
アメリカのデビルサイダーと戦う法粛の降魔義手砲弾を受け、木っ端微塵となって死亡。

### 摩圖崇（パズス）教団の勢力
BC兵器による荒廃から復興した東京で、一大勢力を築きつつあった新興宗教。正体はリリスやアスタロトの主導で大神魔王パズス復活をもくろむ邪教集団である。パズスを成長させる栄養としてゴッドサイダーを殺し血を集め、さらに十天闘神の血を集めるため、幹部信者たちに阿太羅やマリガンらを襲わせた。
パズス
古代バビロニアの食人魔王。1億年前のサタンとの戦いに敗れて山犬の姿に封印されるが、サタン復活のために彼の力を借りようとしたリリスたちの活動によって生まれ変わり、再生を果たす。奇肱国「殷の四騎士」の呼びかけに応えて一時的に復活し、彼らの処刑を執行していた周の軍勢を喰い尽くしたこともある。得意技はペルセポリス碑文。
リリスから生まれたばかりのときはまだ人間の赤ん坊と同じ姿だったが、時間が経つにつれ少年から青年の姿へと急成長を遂げる。成長中の段階でも霊気を含めたゴッドサイダーらを圧倒するほどの力を誇ったが、戦いの中でより強く光の力に覚醒し五智如来の力を使いこなすに至った霊気によって粉砕される。だが、リリスの体内に入った一部の細胞が急成長を遂げ、ついに完全体となって復活し、同じく混乱に乗じて復活を遂げたサタンとゴッドサイダーとの三つ巴戦を展開する。
しかし、パズス自身の力を吸収してパワーアップした霊気の「ペルセポリス神魔碑文」を浴び、再び粉々にされて敗北。最後にはリリスの体内で再生中のまま攻撃を受け、たまらず飛び出したところを霊気、阿太羅、鶚の同時攻撃によって止めを刺される。しかし、死の直前に最大最強の碑文を放ち、霊気たちを道連れにしていった。
大影神蘇聴（だいけいじんすちょう）
#リリスを参照
大影神烏慶（だいけいじんうけい）
#アスタロトを参照

#### 殷の四騎士
奇肱国・「殷の四騎士」（きこうこく・いんのよんきし）は、もともと、殷王朝に仕えていた4人の戦士だったが、周王朝軍によって殷皇帝を殺され自身も四肢を切断され嬲り殺しにされる、猛火の上に吊られた上火中に落されるなどの方法で処刑されてしまい、人間に絶望してパズスと契約。魂を受け入れられ奇肱国を建設する。
山揮（さんき）
奇肱国の四騎士の一人。護犬領（ごけんりょう）を統括する。阿太羅を殺すことを任務とした。本来の性格は不明だが、邪悪な心の持ち主と化している。本性を現した際には「最近は人を殺すのが楽しくて仕方がない」と語り、堕落したのが近年である様子が語られた。犬の化身で、牙による攻撃「張逓毒牙（ちょうていどくが）」などの技を使うほか、巨大な犬の怪物「䟵踢（ちゅうてき）」を使役する。䟵踢との絆は強く、その体内に潜んでいたり阿太羅によって彼が傷つけられた際には激怒した。このほか、四騎士共通の乗騎として麒麟に似た怪物が存在するが、初登場時以外騎乗することはなかった。彼のみ、戦闘時に甲冑を装着している。
パズスによって生物の力関係が逆転した異世界「逆狂異世界（パラノホーンテッドワールド）」で空飛ぶ魚、植物、アリなどを操り阿太羅と戦うが、聖剣によって世界の中枢である逆ピラミッドを破壊され、千手斬舞で切り刻まれて敗れた。
䟵踢（ちゅうてき）
複数の頭部を持つ巨大な犬の怪物。山揮に呼び出されて阿太羅と戦い、空気に触れると瞬時に凝固する「禁縛痰」を吐き出して攻撃したが、聖剣による反撃で頭の一つを斬られるなど苦戦する。その後、復活したパズスに力を与えられて巨大化し、阿太羅や霊気たちを襲うが、賢者の石をレンズ代わりにして威力を増幅させた霊気の神魔血破弾により倒された。
鳴蛇（めいだ）
奇肱国の四騎士の一人。支配する領地は不明。初登場時には十天闘神のうち、霊気と阿太羅を除く面々を殺すことを命じられる。彊良や鶚とは異なり、山揮と同じく「パズス同様の」人間を殺すことを純粋に楽しむ邪悪な心の持ち主と化していた。蛇に化身し、口の牙から出す腐敗毒を武器とする。自らの能力を最大限発揮できる熱帯雨林でゴッドサイダーとして目覚めた鶚と対決するが、爬虫類と猛禽類の相性の悪さ、低温への弱さを最大限に利用され劣勢となり、蛇と化して襲いかかるところを鶚を通じて現れた彊良に斬られ人間形態に戻りつつ倒された。この際彊良に堕落を嘆かれており、以前の性格は異なっていたと思われるが不明。
鶚（きょう）
元は太古の中国で奇肱国・殷の「四騎士」の一人である女戦士。四騎士のリーダーである彊良とは恋人同士である。
周軍の捕虜となったときに敵将の愛人となるよう求められたが抵抗したため、周の兵士に輪姦されたあげく焼けた鉄板の上に全裸で落とされるという残酷な方法で処刑された後、パズスによって復活し、その部下となり、パズス復活の時は、他の四騎士と共に敵であるゴッドサイダーの抹殺に赴く。全身が火傷でただれている為、自分よりも美しい瑠璃子を嫉妬から殺そうとした。
パズスに忠誠を誓っていたがへ彊良への愛など人の心を捨てていなかった為、それを気に食わなかったパズスによって心臓を抜き取られ、洗脳される。しかし彊良に命と引き換えに救われ、同時にそのことをきっかけとして彊良の魂と融合、ゴッドサイダーの血が覚醒し、霊気たちの仲間となる。
全身の火傷もその時に彊良の皮膚と入れ替わって回復し、元の美しい姿に戻る。ゴッドサイダー新参の身ながらパズスとの戦いでは霊気、阿太羅とともにパズスに止めをさす。
守護神は「忍」を司る十天闘神・両杜羅（りょうとら）天。
剣による攻撃が得意とし、フクロウに化身する「猛禽変化」などの技を持つ。また彊良の魂と融合している為、彊良と二人で戦う事も出来る。普段着はチャイナドレスで、額のホクロが特徴的な美女。
法粛と行仁の美人局作戦では男装して悪魔を誘いだす役になったが、法粛によって斬り飛ばされた悪魔の頭が胸の谷間に入り、危うく乳首を舐められそうになった。
彊良（きょうりょう）
殷の四騎士のリーダーで虎統領を統治する。他の四騎士と共に主君である殷皇帝を逆賊、周王朝から守っていたが周軍との戦に敗れ、殷皇帝は殺され肝を食われ、恋人の鶚を目の前で処刑されるなどの周軍の残虐さに激しい憎しみを覚えパズスを呼び出してしまう。虎の化身で笹を使った「忌陣影虎」などの攻撃を得意とし、復活したパズスを倒すためにやって来た霊気を苦しめた。
かつては誇り高い戦士だったがパズスの配下となった後は心臓を抜き取られ、人の心を失った怪物と化したが、霊気の機転により洗脳が解け、最後には鶚への愛から人間の心を取り戻し、彼女を助けて命を落とす。その魂は鶚の体に宿り、二人で一体の十天闘神「忍」の両杜羅天のゴッドサイダーとして覚醒した。

### その他の強者
ケルベロス
冥界の入り口の底で、死者の魂が落ちてくるのを待ち構えている3つ首の犬。その口の中に落ちた魂は冥界に送られ、もう復活することはできない。ベルゼバブを噛み砕き消滅させた。
八頭竜（エイトネックドラゴン）
富士の裾野で五大元素短剣「命（みこと）」を守る8つ首の竜。ラスネールに操られて霊気を襲うが、霊気によって洗脳から解かれた首のひとつが霊気に協力し、結果としてラスネールを倒すことができた。その涙には体内に侵入したマンドラゴラを死滅させる効果がある。
霊気を「命」の持ち主に相応しいと認めて短剣の場所まで導き、ビフロンズを倒した。
アブトゥー
天界の門を守る巨大魚。普段は透明だが、五大元素短剣で光を当てることによって姿を現すという。超高次元の魔神に操られて天界を壊滅させ、霊気を襲う。そのとき霊気を飲み込んだことで支配から解かれて逆に魔神を襲った。
超高次元の魔神
本作品における最強最後の敵で、サルガタナスの守護星である「永劫回帰惑星」に棲む恐ろしい姿をした魔神。初登場ではサルガタナスの左半身の穴から姿をのぞかせ、阿太羅を掴んで引きずり込んだが、サルガタナスが霊気に敗北すると用済みとなった彼を始末し、霊気に阿太羅を返して消えた。その際には霊気とまだ戦う意思はないと言っていたが、直後に天界へ侵攻して神々を滅ぼし、サタンたちとともに天界へ攻め込んだ霊気と対峙。自身を「万物をつかさどる真理」と称して目的は世界の破滅であると告げ、ルシファーが天界を追われたことや、フォラス、パズス、ラスネール、サルガタナス、ルキフグスらの出現、鬼哭一族らの存在も全ては彼の意思によるものだと語る。そして、唯一の誤算が人間によって愛に目覚めた霊気の存在だと言い宣戦布告、激怒した霊気と戦闘になる。一度は倒されるが、意思を持った暗黒空間の正体を現し、内部を飛び交う隕石などの攻撃により霊気に致命傷を与えた。そのまま地球を含む全宇宙を滅亡に追い遣ろうとするが、霊気はサタンと合体して天使長ルシファーとして復活。最後は流璃子たち他のゴッドサイダーやミカエルとも融合した霊気の特攻により心臓部である「永劫回帰惑星」を破壊されて消滅し、地球は守られた。その後の霊気たちの消息は不明だが、ラストシーンに彼らの顔が刻まれた山が描かれており、現世以外のどこかで人間たちを見守っていることが示唆されて物語は幕を閉じる。

### その他登場人物
タツ坊（タツぼう）
霊気が鬼哭寺にいた頃、いつも遊んでいた子供。帽子をかぶっている。ハルパスに喰われてしまった。帽子は化繊製であり、ハルパスには不味いと言われ吐きだされる。
レンコン
タツ坊と同じく霊気の友達。やはりハルパスに喰われてしまった。鬼哭寺を訪れた阿太羅を訝しみ、聴きなれない響きの法名に対して「タラちゃんが大きくなったんじゃないの」と言い憤慨させた。
三島幸兵衛（みしまこうべえ）
防衛庁長官だが、フォラスに操られて東京にBC兵器を使用し壊滅させる。その後登場はないが、フォラスが彼を操るために使用した術の解説では「一ヶ月で死亡する」とされていた。
リーガ
阿太羅の回想に登場する、幼馴染の女の子。女郎グモが多数いる洞窟の中で動けなくなってしまい、阿太羅に救出される。このとき阿太羅は多数のクモを踏み潰してしまい、殺生を犯した罪の意識を付け込まれてデビルサイダーに攻撃された。実在のジョロウグモは木の枝などの高所に巣を張って生活しており、洞窟の中を大量に徘徊していることはない。
アメリカ大統領
世界がデビルサイダーに支配されてからも、彼らに立ち向かった勇気あるアメリカ大統領。悪魔に屈しない強固な意志の持ち主だが、それゆえにルキフグスにホワイトハウスを破壊されるなど脅迫を受ける。後アスタロトがネオ・ホワイトハウスを作り上げた際招待され、おぞましさと妻子を建材に利用されたことに怒り運転手役のデビルサイダーに掴みかかるも、肉体の一部をうえつけられてしまいアスタロトの術によってデビルサイダーの姿に変えられてしまう。最終的には洗脳され、陸軍を率いてゴッドサイダー狩りを行い、法粛を襲う。戦いでは劣勢になるもサルガタナスの加勢により法粛が逃走したので倒されてはいないが、その後の登場はなかった。ナンシーとヘレンという妻子がいる。
ホビ族長老
五大元素短剣のひとつ「トロイア」の場所を知るため、トミーが訪ねたネイティブアメリカンの老人。M・M・マードックたちによって息子夫婦ともども殺されてしまうが、体内に隠して守っていた聖剣をトミーに託した。
ジム
長老の息子。ホビ族一の戦士。数キロ先の異変も知ることができる。デビルサイダー「霧のバレギロ」の存在を察知し倒しに行くが返り討ちにあい、皮はM・M・マードックに利用されてしまう。
ダイアン
ジムの妻。ジムと同じくバレギロに殺され、皮を利用される。
骸参寺の住職
かつては酒やタバコ、麻雀に手を出す生臭坊主だったが、世界がサタンに支配されてからは反省して人間の尊厳を守るために悪魔に立ち向かう立派な人物になる。骸参寺に人々を集めてレジスタンス活動を行い、関東総督のボトクに対抗していた。
最後には寺に侵入した悪魔から子供たちをかばって死亡するが、彼の勇気ある死がパズス戦以降に行方不明になっていた霊気たちを呼び戻した。宗派は不明だが、最期の台詞から骸参寺は如来信仰の寺であることが示唆された。

## 関連作品
- 『鬼哭忍伝霊牙』（『オースーパージャンプ』集英社）
- 『ゴッドサイダーセカンド』（『週刊コミックバンチ』新潮社）
- 『ゴッドサイダーサーガ 神魔三国志』（『月刊ヤングチャンピオン烈』秋田書店、全5巻）
- 『ファミコンジャンプ 英雄列伝』（バンダイ）
- 『ジャンプチ ヒーローズ』（LINE）